# Черна нива
Черна нива е село в Южна България. То се намира в община Черноочене, област Кърджали, на 28 km от Кърджали посока север-северозапад.

## География
Село Черна нива се намира в Източните Родопи, на надморска височина от 500 до 699 m. Релефът е планински, а климатът се характеризира с топло лято и студена зима. 

## Население
Численост и дял на етническите групи според преброяването на населението през 2011 г.:
|                     | Численост | Дял (в %) |
| Общо                | 131       | 100,00    |
| Българи             | 0         | 0,00      |
| Турци               | 130       | 99,23     |
| Цигани              | 0         | 0,00      |
| Други               | 0         | 0,00      |
| Не се самоопределят | 0         | 0,00      |
| Неотговорили        | 0         | 0,00      |

## Религии
Религията, изповядвана в селището е ислям.